# Zaak-Ammar en Sara
Ammar en Sara zijn twee kinderen, van gemengde Syrische en Nederlandse afkomst, die van 26 juni tot 22 december 2006 in de Nederlandse ambassade in Damascus, in Syrië, verbleven.
In augustus 2004 werden zij door hun Syrische vader Hisham Al-Hafez onder valse voorwendselen naar Syrië meegenomen. Onder Nederlands recht kan gesproken worden van ontvoering. Onder Syrisch recht heeft de vader de bevoegdheid om te beslissen wat er met de kinderen gebeurt. Aangezien Syrië het Haags Kinderontvoeringsverdrag uit 1980 niet heeft ondertekend was het, vanuit juridisch oogpunt, moeilijk de kinderen terug te halen naar Nederland.
Op 26 juni 2006 verlieten de kinderen zelfstandig per taxi het huis van hun grootouders en gingen naar de Nederlandse ambassade. Ze gaven te kennen terug te willen keren naar hun Nederlandse moeder Janneke Schoonhoven in Oude Pekela. Overigens wilden ze ook met hun vader contact blijven houden.
Na maanden van overleg op hoog diplomatiek niveau sprak toenmalig minister van Buitenlandse Zaken Bot op 12 december 2006 de verwachting uit dat Ammar en Sara nog in 2006 terug zouden keren naar Nederland. Dit gebeurde uiteindelijk op 22 december, nadat de vader akkoord was gegaan met een omgangsregeling. Bot zegde toe, dat de vader de kinderen kon blijven bezoeken en dat hij niet zou worden vervolgd. Omdat de vader verdachte bleef van het Openbaar Ministerie werd het toch moeilijk voor hem om deze omgang te realiseren.
De moeder, Janneke Schoonhoven, bleek zich in september 2007 ondanks de beloftes niet aan de omgangsregeling te willen houden en spande een procedure aan om zowel omgang als gezamenlijk gezag te beëindigen. Dit werd op 9 oktober door de rechter toegewezen. De vader liet weten zich voor een omgangsregeling te blijven inzetten.
Een soortgelijke situatie speelde in 2004, toen de zusjes Yasmine en Sara Pourhashemi bijna een half jaar in de Belgische ambassade in Teheran verbleven.
In 2007 kwam het boek Kom niet aan mijn kinderen uit van Janneke Schoonhoven en ghostwriter Marlou Roossink. In 2010 kwam er een film uit, Kom niet aan mijn kinderen, die met andere namen het verhaal van Ammar en Sara volgt.